# Uốn khúc

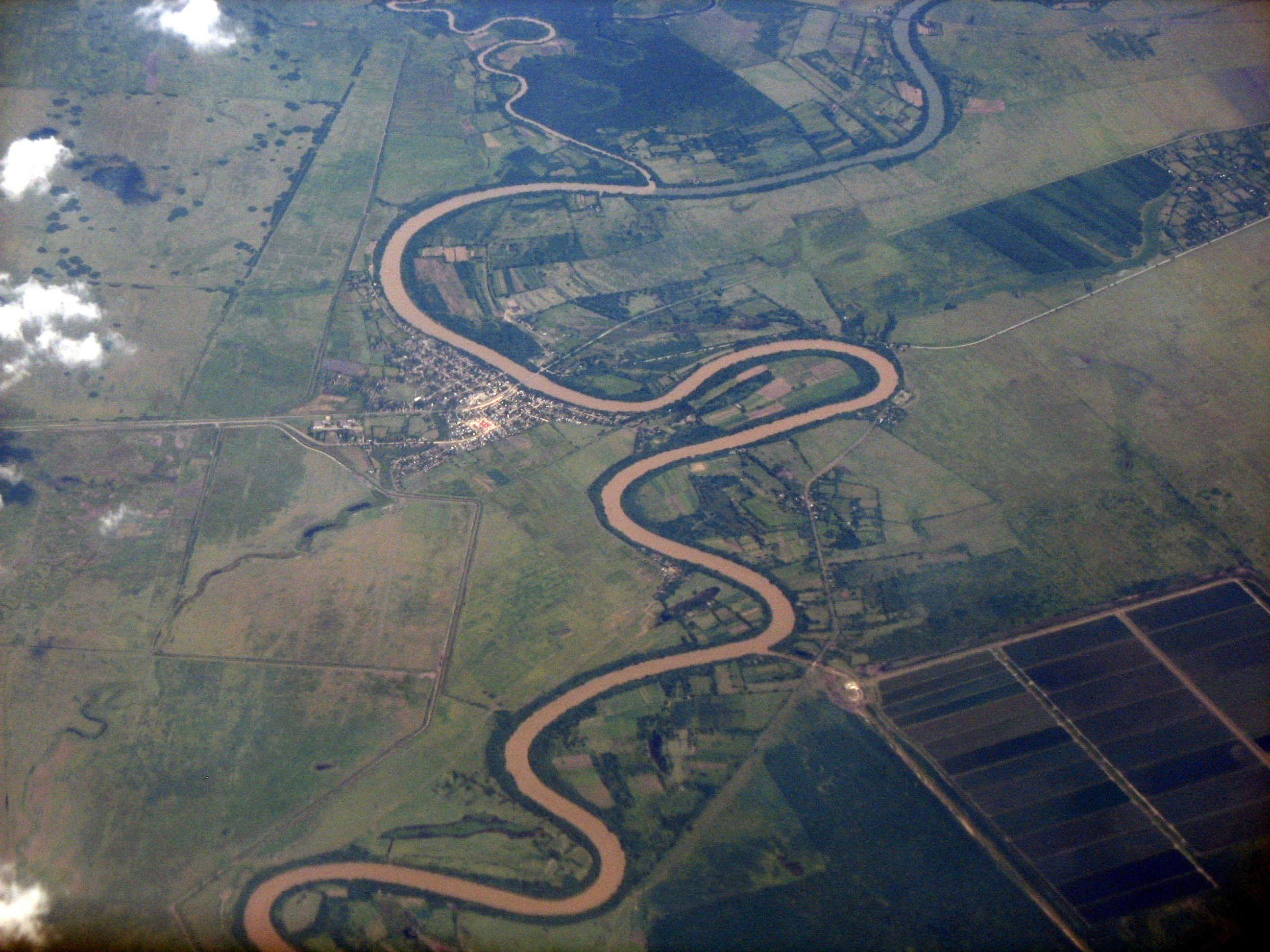
Rio Cauto, Guamo Embarcadero, Cuba.

Một đoạn uốn khúc, là một đoạn bẻ cong của một dòng nước hay con sông ngoằn ngoèo. Một đoạn uốn khúc hình thành khi dòng nước chảy làm xói mòn bờ bên ngoài và mở rộng vùng trũng chứa nó, khi đó phần trong của con sông có ít năng lượng hơn và lắng đọng phù sa.